# John H. Edwards
John Hilton Edwards, född 26 mars 1928, död 11 oktober 2007, var en engelsk läkare och medicinsk genetiker.
Edwards studerade medicin och zoologi vid Universitetet i Cambridge mellan 1946 och 1949, därefter studerade han medicin vid Middlesex sjukhus mellan 1949 och 1952. Mellan 1954 och 1956 ägnade han sig åt allmänmedicin, neurologi, patologi, psykiatri och föreläste även lite om socialmedicin vid University of Birmingham. 1956 upptogs han i Royal College of Physicians och 1979 även i Royal Society. I början på 1960-talet ägnade han sig åt genetik, först vid barnsjukhuset i Philadelphia och efter 1961 vid barnsjukhuset i Birmingham. Mellan 1969 och 1970 innehande han en gästprofessur i pediatrik vid Cornell University i New York. När han 1971 återkom till England utsågs han till professor i humangenetik vid University of Birmingham, där han stannade till 1979 då han utsågs till professor i genetik i Oxford.
Han har givit namn åt Edwards syndrom. Edwards är bror till A.W.F. Edwards.